# Mrtvá nevěsta Tima Burtona
Mrtvá nevěsta Tima Burtona (v anglickém originále Tim Burton's Corpse Bride) je animovaný film z roku 2005 vytvořený technologií stop motion.
Jako námět posloužila stará ruská lidová pohádka, která se zakládá na skutečných historických faktech (kdy antisemité vtrhávali na židovské svatby, kde všechny pozabíjeli a nevěstu zahrabali v jejích svatebních šatech). Film byl režírován Timem Burtonem a Mikem Johnsonem a vytvořen v londýnském 3 Mills Studios. Animované postavy namluvili Johnny Depp, Helena Bonham Carter a další známí herci. Pro Deppa to byla vůbec první dabingová role.
Uvedení Mrtvé nevěsty se rozcházelo o pouhé dva týdny s dalším animovaným filmem postaveným na stop motion technologii - Wallace & Gromit: Prokletí králíkodlaka. Mrtvá nevěsta byla nominována na 78. předávání Cen Akademie filmových umění a věd Oscar za nejlepší animovaný film, kde však zvítězilo právě Prokletí králíkodlaka. Zajímavostí je, že v obou filmech je postava pojmenována Viktor a mezi dabéry je Helena Bonham Carter.
Film je věnován památce Joa Ranfta, amerického scenáristy, animátora a dabéra, který pracoval pro studia Pixar a Disney (dva největší animační tvůrci) a podílel se na natáčení animovaných filmů jako Lví král (1994), Toy Story – Příběh hraček (1995), Život brouka (1998), Hledá se Nemo (2003) nebo Úžasňákovi (2004).
Film vykazuje Burtonův tradiční styl a námět (hrdina balancující mezi dvěma neslučitelnými světy, vzájemné působení světla a temnoty). Ukazuje, jak je život nudný a pomalý (je vykreslen v odstínech šedi) a smrt, která je mnohem zábavnější, muzikální, barevná.
Snímek může být částečně porovnáván s předchozími Burtonovými díly - Ukradené Vánoce a Beetlejuice, zvláštně ve scénách zobrazujících podsvětí a tamní obyvatele. Postava Emily byla přirovnávána k postavě Sally z Ukradených Vánoc (i přes rozdíly v povaze obou postav) a v traileru se objevila hudba z písně What's this? ze soundtracku téhož filmu. Mrtvá nevěsta je proto označována za duchovní pokračovatelku Ukradených Vánoc.

## Příběh
Příběh se odehrává v 19. století během chladného jara, v šedivém viktoriánském městečku, kdesi v Anglii. Nervozní mladík Viktor Van Dort, syn Nelly a Williama Van Dortových, bohatých obchodníků s rybami, se má oženit v domluveném svazku s krásnou, mladou Viktorií Everglotovou, dcerou zchudlých aristokratů Maudeline a Finise Everglotových. Tento den se má odehrát svatební zkouška. Viktor není z dohodnuté svatby vůbec nadšený až do chvíle, kdy okouzlující Viktorii spatří. Už při prvním setkání jsou si blízcí. K Everglotovým přijíždí také neznámý host – starý, protivný lord Barkis Bittern. Svatební zkouška je jedno velké fiasko. Viktor není schopen odříkat svatební slib a omylem zapálí budoucí tchyni šaty. Pastor Galswells ho vyžene z domu a přikáže mu, aby se nevracel, dokud se průběh a text slibu nenaučí z paměti.
Viktor odchází do temného, večerního lesa, a slib si neustále opakuje. Nakonec získá jistotu a úspěšně jej pronese i s nasazením svatebního prstenu na seschlou větvičku se slovy: "Za ruku vezmu tě, já v údolí slzavém, tvou číši naplním, neboť vínem budu v poháru tvém. Pamatuj, že má svíčka osvětlí ti cestu tvou, tímto prstenem tě žádám, abys byla mou!" 
Jenže se nejedná o žádnou seschlou větev, ale o ruku mrtvé nevěsty Emily. Aniž by to Viktor tušil, dal svatební slib zesnulé. Zvedne se silný vítr, mrtvá nevěsta vystoupí z hlubin země, oblečena v rozedraných svatebních šatech a řekne Viktorovi své "Ano". Viktor se k smrti vyděsí a utíká přes půl lesa až k mostu u města. Už si myslí, že má vyhráno, ale z nenadání se před ním objeví Emily. Obklopí je velké hejno havranů, Emily Viktora políbí a ten omdlévá.
Probudí se v baru plném mrtvých, kteří ho vítají s otevřenou náručí. S hrůzou zjišťuje, že se s Emily skutečně oženil, a že jeho "novomanželka" záhadně zemřela během svatebního dne a od té doby čekala na příchod svého ženicha. Viktor, na pokraji nervového zhroucení, utíká do ulic mrtvého města, ale není mu to nic platné.
Emily Viktora najde a předá mu svůj svatební dar – živoucí kostřičku pejska Kosti. Když se Viktor uklidní, přesvědčí Emily a poté i moudrého kouzelníka, Starého Gutknechta, že se musí dočasně vrátit do světa živých, aby představil Emily svým rodičům, kteří ještě žijí. Gutknecht jim umožní použít ukrajinské zaklínadlo "hopskoč", sloužící k okamžitému návratu zpět do světa mrtvých a poté je pošle do Země živých.
Mezi tím v sídle Everglotů všichni netrpělivě očekávají Viktorův návrat. Lord Barkis jim vzápětí oznamuje, že Viktor se nejspíš nevrátí, protože byl spatřen na mostě s neznámou ženou a poté zmizel neznámo kam. To vyvolá velký rozruch. Van Dortovi se okamžitě vydávají hledat ztraceného syna a Everglotovi se začínají obávat, že navždy ztratili svou dobrou pověst, když ženich zmizel. Barkis Maudelině a Finisovi našeptává, že Viktor není Viktorie hoden, neboť ji chce získat sám, aby dostal její věno, o kterém se mylně domnívá, že je značné.
Jakmile jsou Viktor a Emily na povrchu (svět mrtvých se nachází v podzemí, pod světem živých) vydávají se do města. Viktor žádá Emily, aby na něj počkala v lese než se vrátí, a spěchá za Viktorií. Hbitostí šimpanze vyšplhá až na balkon, vedoucí do Viktoriny ložnice. Viktorie mu otevře a pozve jej dovnitř. Starostlivě se ho ptá co se mu stalo, neboť Viktor vypadá v roztrhaném obleku příšerně, je celý bledý a studený. Ten se jí svěřuje, že ráno se jejich svatby ještě děsil, ale když ji poznal, už nikdy nechtěl být s nikým jiným a nemohl se jejich svatby dočkat. To jejich lásku ještě prohloubí. Oba jsou do sebe až po uši zamilovaní a chtějí se políbit. Náhle je však přistihne Emily, která už nechtěla déle čekat v lese.
Když uvidí, co se stalo, rozzlobí se a použije zaklínadlo "hopskoč". Bezradná Viktorie může jenom sledovat, jak Viktor mizí v hejnu havranů, ruku v ruce s Emily. Jakmile jsou zpátky ve světě mrtvých, začne Emily Viktora obviňovat, že ji podvedl a tak se rozpláče, že jí vypadne pravé oko. Viktor jí ho podá se slovy "Emily, naše manželství by nefungovalo". Ta se ho ptá se proč? Viktor na rovinu řekne, že se k sobě nehodí, protože on je živý a ona mrtvá. Emily namítá, že na to měl myslet dříve, než ji požádal o ruku, ale ten se zlostně ohradí, že to byl omyl a nikdy by se sní neoženil. Zdrcená Emily odejde beze slova, se svěšenou hlavou ke své rakvi a pláče. Její kamarádi Červ a Černá vdova jí chlácholí, že je úžasná na nějaká Viktorie se s ní nemůže měřit, ale Emily jejich názory odmítá, moc dobře ví, že Viktor má pravdu.
Na povrchu je hluboká noc a přijde bouřka. Viktorie se pokouší přesvědčit rodiče, že Viktor potřebuje pomoc, ale nikdo ji neposlouchá a tak se vydává na záchranu sama na vlastní pěst. Dostane se do kostela za Pastorem Galswellsem, a na kolenou ho prosí, aby jí pomohl zachránit jejího milovaného. Ten však ostře odmítá a posílá ji domů. Viktorie je ale neodbytná, a tak ji Pastor Galswells násilím odvede zpět do sídla Everglotů a sděluje jejím rodičům, že se úplně zbláznila a podezírá ji z čarodějnictví. Viktorie se neúnavně pokouší přesvědčit pastora i rodiče, že Viktor potřebuje pomoc. Marně. Maudeline a Finis svou dceru zabarikádují v její ložnici a přemýšlejí co dělat dále. Barkis znovu začíná intrikařit. Tentokrát už naplno řekne, že kdyby měl po boku ženu, jako je Viktorie, zahrnul by ji nesmírným bohatstvím. Zároveň se svěří, že byl před lety zasnouben, ale tragédie ho připravila o jeho nevěstu. Nakonec zahraje divadlo nešťastného chudáka, který nemá ze svého bohatství žádnou radost, protože žije sám a nemá nikoho, s kým by se o radost dělil. Tím je rozhodnuto – Barkis se ožení s Viktorií, neboť je bohatý a (konec konců) má šlechtický titul. Viktorie je nešťastná, když se dozví, že se má provdat za starého, protivného, nesympatického Barkise a prosí rodiče, ať ji k tomu nenutí.
Finis: "Dcero, my tě k tomu musíme donutit, protože jestli se nevdáš, tak všichni skončíme na ulici, jsme na mizině děvče! Hned zítra si lorda Barkise vezmeš! Ať se ti to líbí nebo NE!" 
Viktorie zůstává sama se svou bolestí. Nikdo však nemá ani tušení, že Barkis hodlá Viktorii po svatbě zabít a zmizet s jejím věnem.
V Zemi mrtvých Viktor prožívá smíšené pocity. Na jednu stranu nechce mít s Emily nic společného, ale na druhou stranu ho trápí, že jí tak ublížil. Rozhodne se, že se jí omluví. Emily smutně sedí v prázdném baru a hraje na piano. Viktor k ní přijde s kyticí uschlých růží a omlouvá se jí nejen za to, že lhal, ale i za to, že se k ní zachoval ošklivě. Ona je na něj pořád naštvaná a nechce s ním mluvit, ale nakonec Viktorovi odpustí. Viktor jí řekne, že právě tohle na ní obdivuje a oba se do sebe zamilují. V tu chvíli je však přeruší zvuk sirény. Právě zemřel další člověk a všichni (podle zvyku) spěchají přivítat "čerstvé maso". Zemřelým je Mayhew, kočí Van Dortových, který Viktorovi sděluje, že na povrchu ho pořád hledají, a že jeho milovaná Viktorie se bude vdávat. To Viktorovi zlomí srdce a beze slov odchází do márnice, kde sám truchlí nad ztrátou své lásky.
Za Emily přijde Starý Gutknecht se špatnou zprávou. Jedná se o to, že svatební slib, který si Emily s Viktorem dali, platí jen "dokud vás smrt nerozdělí", a to už se stalo, čili nejsou právoplatní manželé. Emily se vyděsí, že ji Viktor opustí, až se to dozví a chce znát způsob, jak vztah zachránit. Gutknecht tedy prozradí, že jediná možnost je Van Dorta zabít. Přinutit ho vypít "víno věků" a zopakovat svatební obřad v Zemi živých. Emily neví, jak se má rozhodnou – chtěla by být s Viktorem, ale zároveň mu nechce ublížit – je zoufalá. Viktor (který stál za rohem a slyšel každé slovo) však udělá něco co nikdo nečeká. Rozhodne se dobrovolně otrávit a svatební slib zopakovat, aby mohl zůstat navždy s Emily (když už ztratil Viktorii).
Zatímco obyvatelé Země mrtvých jsou zcela zaměstnáni přípravami na gigantickou svatbu Viktora a Emily, v Zemi živých už probíhá svatba lorda Barkise s Viktorií. Viktorie je velmi smutná. Jednak ze svatby z Barkisem, ale hlavně ze strachu o Viktora. Její gardedáma Hildegarda je jediná kdo jí rozumí:
Hildegarda: "Slečno Viktorie, už nás čekají v kostele."
Viktorie: "Snila jsem o tom, že moje svatba bude šťastná. Teď mám pocit ... jako by mě odliv ... táhl do moře." (rozpláče se)
Hildegarda: "Moře, ale omývá mnoho přístavů má drahá, možná zakotvíte někde, kde bude lépe."
Svatební obřad proběhne bez jakýchkoliv emocí za slabého zvuku kostelních varhan. Jen Hildegarda sedící nenápadně v poslední řadě lituje nešťastnou Viktorii. Při svatební hostině (kde polovina hostů spí) si sjedná Barkis gestem císaře ticho a vede dlouhý, narcistický monolog. V tu chvíli se však mrtvý vydají do Země živých, aby oslavili svatbu Viktora a Emily. Způsobí tím pořádný rozruch, nejen v sídle Everglotů, ale po celém městě. Živí obyvatelé města jsou strachem bez sebe, že přišel "úsvit mrtvých" a bojí se o své holé životy. Živý začnou poznávat v mrtvých své zesnulé příbuzné a známé a všude dochází k velkému vítání a objímání, aby jednotný radostný průvod zamířil přímo do kostela. Barkis (který se hned na začátku zbaběle schoval po stůl) zjišťuje, že Viktorie je bez peněz. Nevěří tomu, a tak začne s Viktorií lomcovat, jako by z ní chtěl ty peníze vytřást. Ta ho udeří čelem do nosu, prohlásí, že co se týče celkového zklamání, jsou na tom oba stejně a odejde. Když přijde do kostela, nachází Viktora v půli svatebního aktu. Vystrašená stojí na prahu kostela a odevzdaně čeká, co se stane.
Viktor má oči jen pro Emily a Viktorie si ani nevšimne. Emily během svého slibu Viktorii uvidí a zabrání Viktorovi aby vypil otrávené víno. Ten se diví, co se stalo. Emily mu se slzami v očích řekne, že ho sice má hrozně ráda, ale že jí nepatří, protože kdysi, když přišla o život, byla "okradena" o své sny a teď je ona "krade" jemu.
V tu chvíli mu ukáže Viktorii, stojící na prahu kostela. Když Viktorie pomalu přijde k oltáři, objeví se z nenadání lord Barkis, který ji hrubě popadne s tím, že Viktorie je pořád jeho manželka a on nehodlá odejít s prázdnýma rukama. Emily v něm poznává muže, který ji kdysi svedl a zabil. V kostele nastane šílený poprask.
Barkis popadne šavli a vyhrožuje, že Viktorii zabije. To Viktora rozzlobí a přikazuje mu, aby ji pustil. Barkis mu na to s výsměchem odpoví, že ho s radostí zabije také. A tak se pustí se do boje – muž proti muži, šavle proti vidličce. Viktor se bije statečně a zasadí lordovi pár bolestivých ran, ale zručnější, zkušenější a silnější Barkis ho přemůže. Srazí ho na zem a chystá se jej probodnout. Do rány mu ale vstoupí Emily, která Viktora ochrání vlastním tělem. Vytáhne ze sebe zabodnutou šavli a rozzlobeně přikáže Barkisovi, aby okamžitě zmizel. Ten pochopí, že prohrál a tak arogantně souhlasí.
Mrtví ho chtějí zastavit, ale nemohou, protože nad živým nemají žádnou moc. Než ale Barkis odejde, rozhodne s připít na Emily: "Vždycky družička, nikdy nevěsta". Vypije NA EX pohár vína a odchází, ale neví, že ve víně byl jed. Rázem zemře, mrtvý jej odtáhnou do svého světa a za odplatu si sním pořádně "pohrají".
Viktor a Viktorie si padnou do náruče. Emily se rozhodne je nechat o samotě.
Viktor: "Počkej, dal jsem ti slib"
Emily: "Svůj slib jsi dodržel, dal jsi mi svobodu. (dá mu do ruky prsten) A teď jí zase já dám tobě."
Poté Emily odchází a dojde až na práh kostela. Ještě hodí svou svatební kytici za sebe (Viktorii) a její tělo se v měsíčním světle promění ve stovky motýlů odlétajících k bíle zářícímu měsíci. Její duše našla klid. Viktor a Viktorie jsou konečně svobodní, mohou šťastně žít, avšak na Emily nikdy nezapomněli.

## Obsazení
| Postava               | Originál             | Český dabing      |
| --------------------- | -------------------- | ----------------- |
| Viktor Van Dort       | Johnny Depp          | David Novotný     |
| Emily                 | Helena Bonham Carter | Tereza Bebarová   |
| Viktorie Everglotová  | Emily Watson         | Lucie Vondráčková |
| Nelly Van Dortová     | Tracey Ullman        | Hana Talpová      |
| William Van Dort      | Paul Whitehouse      | Jan Vondráček     |
| Maudeline Everglotová | Joanna Lumley        | Vlasta Peterková  |
| Finis Everglot        | Albert Finney        | Ladislav Županič  |
| Barkis Bittern        | Richard E. Grant     | Jan Přeučil       |
| Pastor Galswells      | Christopher Lee      | Pavel Pípal       |
| Starý Gutknecht       | Michael Gough        | Vladimír Fišer    |

## Zajímavosti
Film se natáčel 55 týdnů a vzniklo celkem 109 440 záběrů. Všechny loutky byly vyrobeny z kovové konstrukce potažené silikonem. Jejich výroba zabrala 3 roky a cena za jednu se vyšplhala až na $30 000. Loutky byly navíc hotové dříve, než filmaři začali obsazovat herce.
Viktoriánskou architekturu výtvarníci vytvořili podle stavební předlohy, jež objevili v České republice a Polsku.